# V523 Андромеды
V523 Андромеды (лат. V523 Andromedae) — двойная затменная переменная звезда типа Алголя (EA) в созвездии Андромеды на расстоянии приблизительно 673 световых лет (около 206 парсеков) от Солнца. Видимая звёздная величина звезды — от +12,4m до +11,9m. Орбитальный период — около 0,5285 суток (12,685 часов).

## Характеристики
Первый компонент — оранжевый карлик спектрального класса K0-K3. Радиус — около 1,02 солнечного, светимость — около 0,617 солнечных. Эффективная температура — около 5055 K.